# Олександр Бєлєв
Олександр Бєлєв (болг. Александър Белев; 7 липня 1900, Лом — 1945, Кюстендил) — болгарський політик та державний діяч, правник, один із засновників організації «Союз ратників за прогрес Болгарії». Один із провідників антисемітської політики під час союзних відносин між Болгарією та Третім Рейхом.

## Життєпис
Мати його була італійка родом з Далмації на прізвище Міланезе, батько — вчитель у Бургасі.
Олександр вивчав право у Софійському університеті, працював адвокатом.
Наприкінці 1930-х років обіймав відповідальні посади у МВС Болгарії. У грудні 1941 року Бєлєв вирушив на стажування до Німеччини, де вивчав тамтешнє антиєврейське законодавство.
1942 року обійняв вперше засновану посаду «комісара з єврейських питань» Болгарії. Активно співпрацював із нацистами (особливо з представниками гестапо та особистим представником Адольфа Ейхмана у Болгарії Теодором Даннекером).
У самій Болгарії євреї зазнали переслідувань — їх виганяли зі столиці, відправляли до трудових таборів, конфісковували майно. Бєлєв взяв участь у активній депортації до нацистських таборів смерті євреїв із приєднаних до Болгарії територій — Біломорської Фракії, Македонії та Поморав'я. У лютому 1943 року організував депортацію 2000 євреїв. У 1943 році звільнений з посади .
Після держперевороту 1944 року та приходу до влади Вітчизняного фронту переховувався, був засуджений заочно Народним судом за співпрацю з нацистами та державну зраду до смерті. Був упізнаний на вокзалі Кюстендил, де покінчив життя самогубством за допомогою отрути.